# Inspektorat Rybnik Armii Krajowej
Inspektorat Rybnik Armii Krajowej – terenowa struktura Okręgu Śląsk Armii Krajowej. Kryptonim okręgu „Żyrafa”, „Rokita”, „Kościół”, „Plebania”.

## Struktura organizacyjna
Struktura organizacyjna podana za Atlas polskiego podziemia niepodległościowego:
- Obwód Rybnik
- Obwód Pszczyna
- Obwód Wodzisław Śląski
- Obwód Zewnętrzny Racibórz-Koźle (do 1943 w Inspektoracie Zewnętrznym Opole[2])
- Podinspektorat Cieszyn i Zaolzie

## Dowódcy (inspektorzy)
- Władysław Kuboszek „Bogusław” (1940 – 9 lutego 1944)
- p.o. Jan Spyra „Lech”, „Sablik” (do marca 1944)
- Paweł Cierpioł „Makopol”, „Pleban” (od marca 1944 do rozwiązania 14 kwietnia 1947 roku)